# Parazoma swanni
Parazoma swanni là một loài bướm đêm trong họ Geometridae.